# Cantone di Villandraut
Il Cantone di Villandraut era una divisione amministrativa dell'arrondissement di Langon.
A seguito della riforma approvata con decreto del 20 febbraio 2014, che ha avuto attuazione dopo le elezioni dipartimentali del 2015, è stato soppresso.

## Composizione
Comprendeva i comuni di:
- Bourideys
- Cazalis
- Lucmau
- Noaillan
- Pompéjac
- Préchac
- Uzeste
- Villandraut